# Liste der Monuments historiques in Écriennes
Die Liste der Monuments historiques in Écriennes führt die Monuments historiques in der französischen Gemeinde Écriennes auf.

## Liste der Immobilien
| Bezeichnung       | Beschreibung           | Standort                 | Kennzeichnung | Schutzstatus | Datum | Bild           |
| ----------------- | ---------------------- | ------------------------ | ------------- | ------------ | ----- | -------------- |
| Kirche St-Hilaire | ab dem 12. Jahrhundert | Rue des Fontaines (Lage) | PA00078698    | Classé       | 1915  | weitere Bilder |

## Liste der Objekte
| Bezeichnung               | Beschreibung                                         | Standort                        | Kennzeichnung | Schutzstatus | Datum | Bild |
| ------------------------- | ---------------------------------------------------- | ------------------------------- | ------------- | ------------ | ----- | ---- |
| Skulptur Madonna mit Kind | Stein, farbig gefasst und vergoldet, 17. Jahrhundert | in der Kirche St-Hilaire (Lage) | PM51000375    | Classé       | 1908  |      |
| Kruzifix                  | Holz, Anfang des 16. Jahrhunderts                    | in der Kirche St-Hilaire (Lage) | PM51003723    | Inscrit      | 2019  |      |